# Annona neoinsignis
Annona neoinsignis är en kirimojaväxtart som beskrevs av H. Rainer. Annona neoinsignis ingår i släktet annonor, och familjen kirimojaväxter. Inga underarter finns listade i Catalogue of Life.